# Notonecta uhleri
Notonecta uhleri är en insektsart som beskrevs av George Willis Kirkaldy 1897. Notonecta uhleri ingår i släktet Notonecta och familjen ryggsimmare. Inga underarter finns listade i Catalogue of Life.